# Curri japonès
El curri japonès (カレー, karē) és un plat típic de la gastronomia del Japó i un dels més populars. Se sol servir de tres maneres: amb arròs —arròs amb curri (カレーライス, karē raisu)—, amb fideus (curri udon) o amb pa (pa de curri). Juntament amb la salsa, s'empren diversos tipus de verdura i carn per a preparar-lo. Les verdures principals són la ceba, la pastanaga i la patata; i la carn més habitual és la de vedella, porc o pollastre.

## Història
L'arròs amb curri es va introduir al Japó durant l'era Meiji (1868–1912) a través de la cuina britànica, que l'havia pres de l'Índia, i en un principi fou considerat un plat occidental. Al començament del segle XX la Marina Imperial Japonesa va adoptar el curri per a prevenir el beri-beri —actualment el menú dels divendres de la Força Marítima d'Autodefensa és arròs amb curri— i el plat va començar a guanyar popularitat entre la població, fins al punt que és considerat un plat nacional. L'any 2000 ja era un plat més freqüent que el sushi o la tempura.

## Preparació de la salsa
La salsa de curri (カレーソース, karē sōsu) se serveix sobre l'arròs per a fer arròs amb curri. La salsa es prepara fregint conjuntament curri en pols, farina, oli i altres ingredients per a fer un roux, que s'afegeix a la carn i a les verdures estofades i llavors es cou a foc lent fins que espesseeix. El costum d'afegir-hi patates el va introduir el professor William S. Clark a causa de l'escassetat d'arròs de l'època.
En les llars japoneses, el més habitual és preparar la salsa a partir d'un roux de curri instantani, que es ven en blocs o en pols, i que conté curri en pols, farina, oli i diverses espècies i gustos. Com que és fàcil de preparar i se'n venen molts tipus de barreges, el curri ha esdevingut molt popular, perquè és molt senzill de preparar en comparació amb altres plats japonesos. Es pot trobar curri preparat envasat al buit que es pot escalfar en aigua bullent. El format instantani en pols es va comercialitzar per primera vegada el 1926.

## Altres varietats

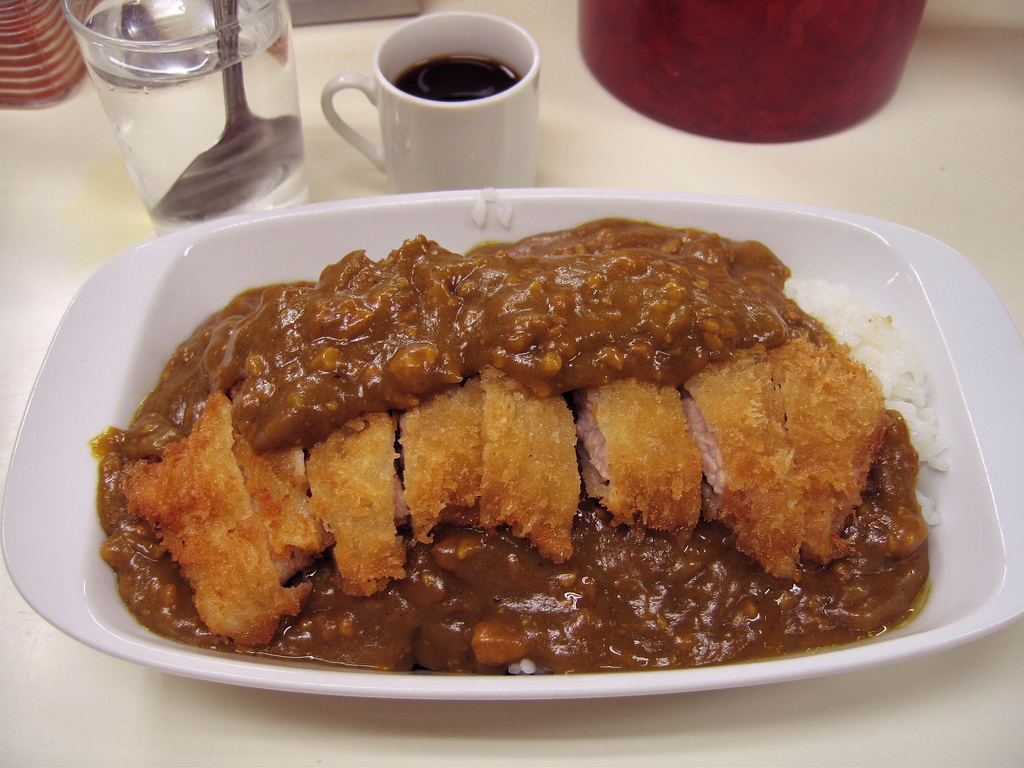
Katsukarē de Jinbōchō, Tòquio.

- katsukarē (カツカレー): arròs amb curri servit amb llom de porc arrebossat.
- dorai karē (ドライカレー): arròs fregit condimentat amb curri, o arròs amb curri amb una salsa de carn picada més seca.
- maze karē (混ぜカレー): arròs amb curri servit amb la salsa ja barrejada amb l'arròs.
- karē don (カレー丼): salsa de curri espesseïda i condimentada amb mentsuyu o hondashi i servida en un bol amb arròs.
- aigake (合がけ): arròs servit amb salsa de curri i salsa hayashi (vedella fregida i ceba, cuites amb vi negre i demi-glace.
- yaki karē (焼きカレー): arròs amb curri acompanyat d'un ou cru i passat pel forn. Originari de Kitakyushu.
- ishiyaki karē (石焼きカレー): arròs amb curri servit en un bol de pedra calent, semblant al bibimbap.
- sūpu karē (スープカレー): sopa de curri amb cuixes de pollastre i trossos de verdures. Popular a Hokkaido.

## Especialitats locals
Cap al final de la dècada del 1990 van aparèixer diverses especialitats locals de curri, que es venen envasades al buit, entre les quals:
- Curri de sika (えぞ鹿カレー, ezoshika karē) de Hokkaido.
- Curri de petxines (ほたてカレー, hotate karē) d'Aomori.
- Curri de bis o verat (サバカレー, saba karē) de Chiba.
- Curri de poma (リンゴカレー, ringo karē) de Nagano i Aomori.
- Curri de natto curry (納豆カレー, nattō karē) de Mito, Ibaraki.
- Curri de pollastre de la Cotxinxina de Nagoya (名古屋コーチンチキンカレー, Nagoya kōchin chikin karē) d'Aichi.
- Curri de vedella de Matsusaka (松阪牛カレー, Matsusaka gyū karē) de Mie.
- Curri de balena (クジラカレー, kujira karē) de Wakayama.
- Curri d'ostres (牡蠣カレー, kaki karē) d'Hiroshima.
- Curri de pera Nashi (梨カレー, nashi karē) de Shimane.
- Curri de porc Berkshire (黒豚カレー, kurobuta karē) de Kagoshima.
- Curri de cogombre tropical (ゴーヤーカレー, gōyā karē) d'Okinawa.